# John Sayles
John Thomas Sayles (Schenectady, 28 settembre 1950) è un regista, sceneggiatore, montatore, attore, produttore cinematografico e scrittore statunitense.

## Biografia
È stato uno dei più noti registi indipendenti statunitensi: iniziò la sua carriera lavorando con Roger Corman e diresse 19 film, scrivendone 35 e lavorando spesso anche come script doctor.

## Filmografia

### Regista
- Return of the Secaucus Seven (1980)
- Lianna - Un amore diverso (Lianna) (1983)
- Promesse, promesse (Baby It's You) (1983)
- Fratello di un altro pianeta (The Brother from Another Planet) (1984)
- Matewan (1987)
- Otto uomini fuori (Eight Men Out) (1988)
- City of Hope (1991)
- Amori e amicizie (Passion Fish) (1992)
- Il segreto dell'isola di Roan (1994)
- Stella solitaria (Lone Star) (1997)
- Angeli armati (Men with Guns)  (1997)
- Limbo (1999)
- La costa del sole (Sunshine State) (2002)
- Casa de los Babys (2003)
- Silver City (2004)
- Honeydripper (2007)
- Amigo (2010)
- Go For Sisters (2013)